# Movimiento Millerita

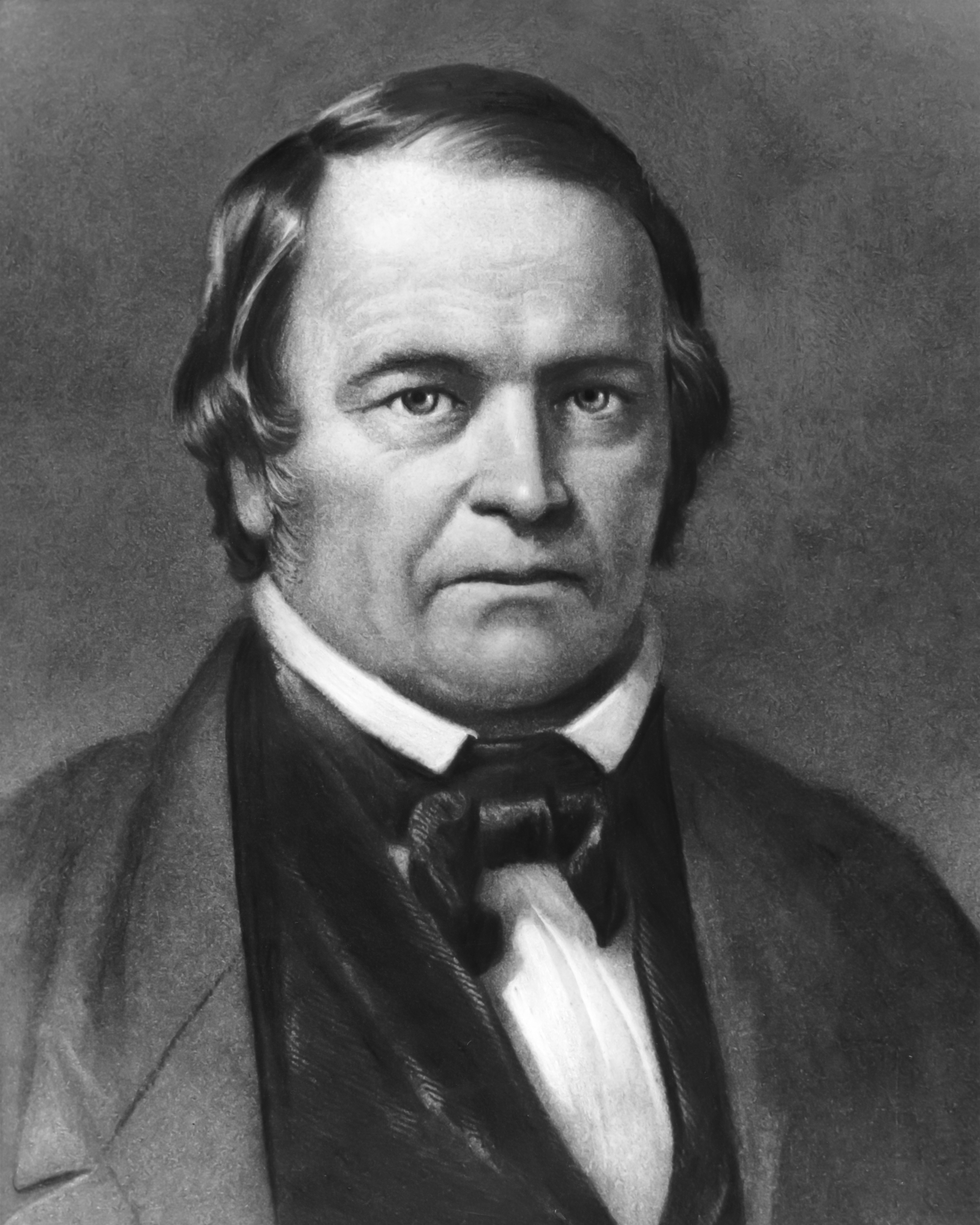
William Miller, granjero bautista.

El Movimiento Millerita fue un movimiento religioso milenarista estadounidense de los años 1840 basado en las ideas de William Miller, quien predijo que el segundo advenimiento de Cristo ocurriría en 1844. Tras el Gran Chasco, algunos de sus seguidores formaron la Iglesia Adventista del Séptimo Día, la Iglesia de Dios (Séptimo Día) y otras organizaciones religiosas independientes. 

## Orígenes
Miller era un granjero próspero, un predicador laico bautista y un estudiante de la Biblia , que vivía en el noreste de Nueva York . Miller pasó años de estudio intensivo del significado simbólico de las profecías de Daniel , especialmente Daniel 8:14 (Hasta dos mil trescientos días, luego se purificará el santuario), la profecía de 2300 días.
Miller creía que la limpieza del santuario representaba la destrucción de la Tierra por fuego en la Segunda Venida de Cristo. Utilizando el método de interpretación profética de todo el día, Miller se convenció de que el período de 2.300 días comenzó en 457 AC con el decreto para reconstruir Jerusalén por Artajerjes I de Persia . El cálculo simple indicó entonces que este período terminaría alrededor de 1843. En septiembre de 1822, Miller declaró formalmente sus conclusiones en un documento de veinte puntos, incluido el artículo 15, "Creo que la segunda venida de Jesucristo está cerca, incluso en la puerta, incluso dentro de veintiún años, en o antes de 1843."
Miller afirma que comenzó sus conferencias públicas en el pueblo de Dresden, condado de Washington, Nueva York, a unas 16 millas de su casa, en "el primer sábado de agosto de 1833".  Sin embargo, como señala Sylvester Bliss, "El artículo impreso del cual se copia esto fue escrito en 1845. Al examinar su correspondencia, parece que debe haber empezado a dar una conferencia en agosto de 1831. De modo que esta fecha es un error de la impresora o un error en la memoria del Sr. Miller."

## Doctrinas

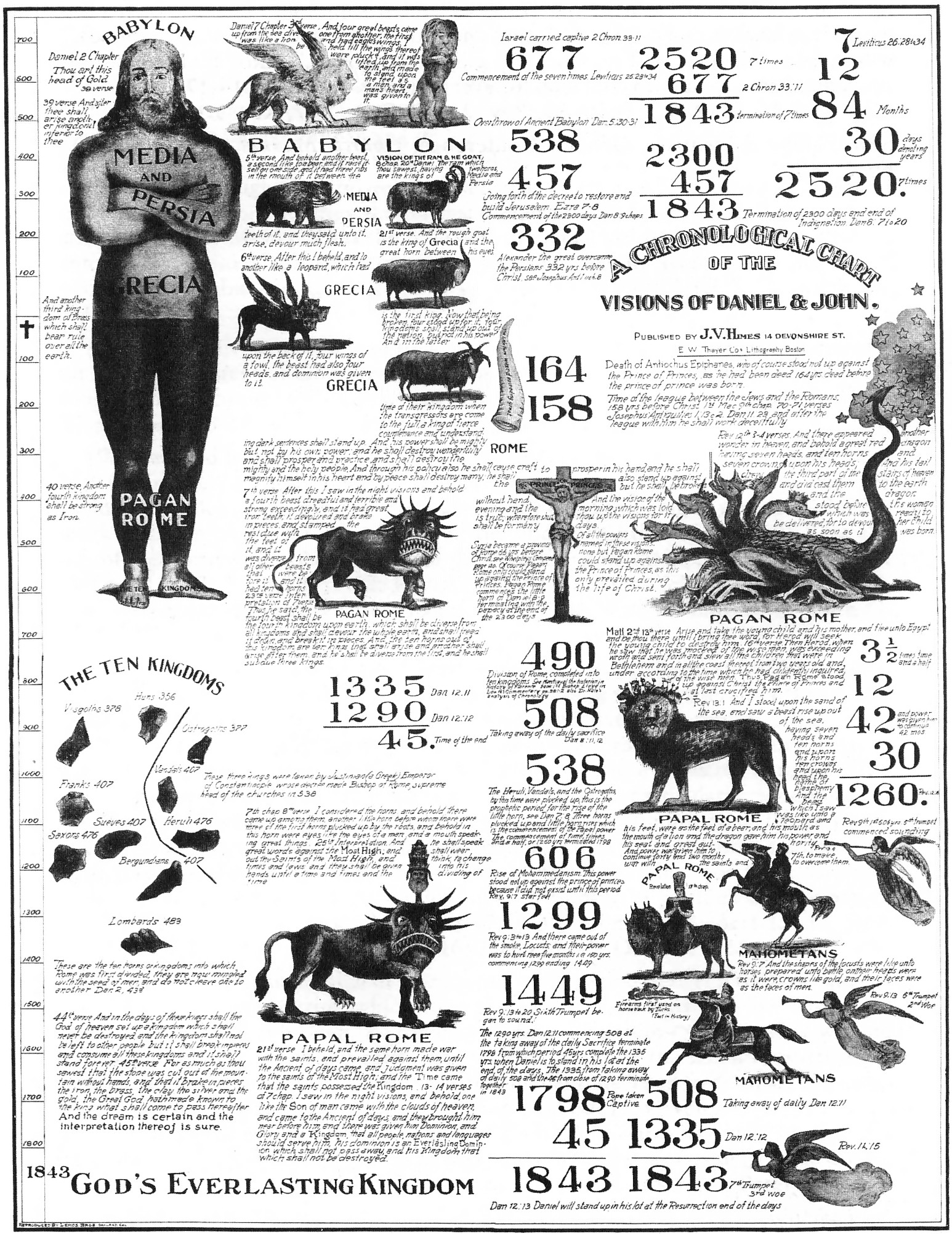
Cartel profético millerita sobre las profecías de Daniel y Revelaciones del año 1843.

Los milleritas originalmente tenían adeptos a través de líneas denominacionales, especialmente de iglesias Bautistas, Presbiterianas , Metodistas y Campbellitas , formando denominaciones distintas solo después del Gran Chasco. Estaban unidos por una creencia en el regreso inminente de Jesucristo: la Segunda Venida. Después de la gran decepción del 22 de octubre de 1844, la discusión de las creencias comenzó a fragmentar a los milleritas, que alguna vez estuvieron unidos. Dunton señala que había cuatro doctrinas divisivas principales discutidas por los milleritas alrededor de la época de la Conferencia de Albany:
1. Profecías bíblicas relacionadas con los judíos . La mayoría de los milleritas creían que estas profecías encontrarían una realización espiritual más que literal; sin embargo, los adventistas de Age to Come dirigidos por Joseph Marsh creían en un retorno judío literal y físico a Palestina antes del regreso de Cristo.
2. La inmortalidad condicional no se discutió en la Conferencia de Albany, pero fue una fuente de controversia poco después.
3. La doctrina del sábado fue uno de los temas cismáticos debatidos en las conferencias de Albany. El sábado de séptimo día fue rechazado por los delegados en la Conferencia de Albany, quienes aprobaron una resolución para "no tener comunión con las fábulas y los mandamientos judíos del hombre, que se apartan de la verdad". El sabatismo siguió siendo una posición minoritaria entre los milleritas, pero la doctrina recibió un impulso significativo cuando Thomas Preble publicó un tratado sobre el tema. El tratado, titulado, A Tract, que muestra que el séptimo día debe ser observado como el día de reposo, en lugar del primer día" (A Tract, Showing that the Seventh Day Should Be Observed as the Sabbath, Instead of the First Day) , fue ampliamente leído por los seguidores de William Miller.
4. Después de la decepción del 22 de octubre, hubo una discusión considerable sobre la posibilidad continua de la conversión de los pecadores. La doctrina que excluía esta posibilidad se conoció como la puerta cerrada. Miller mismo creyó esto por un corto tiempo, aunque luego lo cambió y lo repudió.[2]

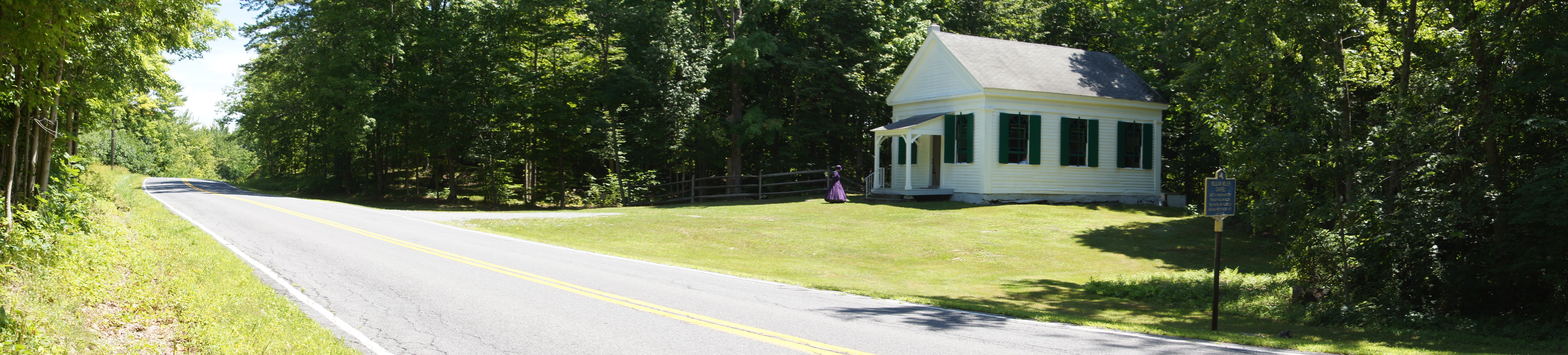
Capilla donde predicaba William Miller en Estados Unidos.

## Influencias
Los Estudiantes de Biblia, que resultarán más tarde en los Testigos de Jehová, han sido grandemente influidos por ellos, por lo tanto pueden ser considerados herederos indirectos del Movimiento Millerista. Charles Russell, el fundador de los Estudiantes de Biblia, debe una gran parte de su doctrina a de las adventistas independientes como Jonas Wendell, Georges Storrs y Nelson Barbour.